# Liste der Kulturdenkmale in Neukirchen (Nordfriesland)
In der Liste der Kulturdenkmale in Neukirchen sind alle Kulturdenkmale der schleswig-holsteinischen Gemeinde Neukirchen (Kreis Nordfriesland) und ihrer Ortsteile aufgelistet (Stand: 10. März 2025).

## Legende
In den Spalten befinden sich folgende Informationen:
- Objekt-ID: die Nummer des Kulturdenkmales
- Lage: die Adresse des Kulturdenkmales und die geographischen Koordinaten. Kartenansicht, um Koordinaten zu setzen. In der Kartenansicht sind Kulturdenkmale ohne Koordinaten mit einem roten Marker dargestellt und können in der Karte gesetzt werden. Kulturdenkmale ohne Bild sind mit einem blauen Marker gekennzeichnet, Kulturdenkmale mit Bild mit einem grünen Marker.
- Offizielle Bezeichnung: Bezeichnung des Kulturdenkmales
- Beschreibung: die Beschreibung des Kulturdenkmales
- Bild: ein Bild des Kulturdenkmales

## Sachgesamtheiten
| Objekt-ID      | Lage                                                        | Offizielle Bezeichnung      | Beschreibung | Bild                             |
| -------------- | ----------------------------------------------------------- | --------------------------- | --- | -------------------------------- |
| 40631 Wikidata | Kirchenweg 11 (54° 51′ 58″ N, 8° 44′ 9″ O)                  | Kirche Neukirchen           | Aktualisierung vorgesehen - Begründung: geschichtlich, künstlerisch, städtebaulich, Kulturlandschaft prägend - Schutzumfang: Kirche mit Ausstattung, Glockenturm, Kirchhof, Grabmale bis 1870 | weitere Fotos \| Fotos hochladen |
| 52430          | Osterdeich 30-32, Otzhusumweg 4 (54° 52′ 6″ N, 8° 44′ 4″ O) | ehem. Schule Neukirchen     | ehem. Schule Neukirchen; um 1930; Ensemble aus Schulhaus, einem eingeschossigen, langgestreckten Backsteinbau mit Mittelpavillon und zwei niedrigeren Seitenflügel, und einem kleinen, eingeschossigen ehemaligen Lehrerwohnhaus, beide in reicher expressionistische Backsteinornamentik - Begründung: geschichtlich, städtebaulich - Schutzumfang: ehem. Schule (Osterdeich 30-32), Schulnebengebäude (Otzhusumweg 4) | BW                               |
| 40040          | Seebüll 31 (54° 53′ 3″ N, 8° 46′ 25″ O)                     | Wohn- und Atelierhaus Nolde | Wohn- und Atelierhaus Nolde; 1927-1937, nach Entwürfen des Künstlers Emil Nolde; Ensemble aus Wohn- und Atelierhaus, geometrischer Klinkerbau unter Kupferdach im Stil der Neuen Sachlichkeit, Künstlergarten mit Gartenhaus und Mausoleum des Künstlers und seiner Frau Ada - Begründung: geschichtlich, wissenschaftlich, künstlerisch, Kulturlandschaft prägend - Schutzumfang: Wohn- und Atelierhaus Nolde, Künstlergarten Nolde mit ehem. Feting (Viehtränke), kleines Wasserbecken, Sielgräben, Mausoleum Ada und Emil Nolde mit Mosaik „Madonna mit Kind“, Gartenhaus „Seebüllchen“ | BW                               |

## Bauliche Anlagen
| Objekt-ID     | Lage                                              | Offizielle Bezeichnung       | Beschreibung | Bild                             |
| ------------- | ------------------------------------------------- | ---------------------------- | --- | -------------------------------- |
| 8647          | Beim Siel 29 (54° 52′ 34″ N, 8° 43′ 54″ O)        | Wohnhaus „Min Egen“          | Wohnhaus; 19. Jh./20. Jh.; eingeschossiger Backsteinbau über winkligem Grundriss, reetgedecktes Walmdach, Wohnteil mit Spitzgiebel über dem Eingang und Heuluke, rückwärtiger ehem. Stallflügel - Begründung: geschichtlich, Kulturlandschaft prägend - Schutzumfang: gesamtes Objekt - Denkmaltyp: Bauliche Anlage | BW                               |
| 4359          | Hesbüller-Straße 98 (54° 51′ 21″ N, 8° 41′ 35″ O) | Wohnhaus                     | Wohnhaus; Ende 19. Jh.; eingeschossiger, traufständiger Backsteinbau unter reetgedecktem Schopfwalmdach, Zwerchhaus über dem Eingang in der Mittelachse, teils ornamentale Maueranker - Begründung: geschichtlich, Kulturlandschaft prägend - Schutzumfang: gesamtes Objekt - Denkmaltyp: Bauliche Anlage | BW                               |
| 45123         | Hornburg 21 (54° 51′ 41″ N, 8° 44′ 34″ O)         | Wohn- und Wirtschaftsgebäude | Wohn- und Wirtschaftsgebäude; 19. Jh.; winkelförmig erweitertes Uthländisches Haus, eingeschossig, aus Backstein, reetgedecktes Schopfwalmdach, Zwerchhaus über dem Hauseingang, längs erschlossener Stallteil mit Erweiterungsflügel - Begründung: geschichtlich, Kulturlandschaft prägend - Schutzumfang: gesamtes Objekt - Denkmaltyp: Bauliche Anlage                                                                        | BW                               |
| 4317 Wikidata | Kirchenweg 11 (54° 51′ 58″ N, 8° 44′ 8″ O)        | Kirche mit Ausstattung       | Die evangelische Kirche St. Johannes stammt aus dem frühen 13. Jahrhundert. Im Inneren ein Schnitzaltar aus der Zeit um 1520. Alteintragung (Aktualisierung vorgesehen) - Begründung: geschichtlich, künstlerisch, städtebaulich - Schutzumfang: Kirche mit Ausstattung, Glockenturm - Denkmaltyp: Bauliche Anlage, Sachgesamtheit: Kirche Neukirchen                                                                            | weitere Fotos \| Fotos hochladen |
| 45125         | Osterdeich 30 - 32 (54° 52′ 6″ N, 8° 44′ 2″ O)    | ehem. Schule                 | ehem. Schule; 1929; eingeschossiger, langgestreckter Backsteinbau mit Mittelpavillon unter Walmdach und zwei niedrigeren Seitenflügel unter Schopfwalmdächern, reiche expressionistische Backsteinornamentik - Begründung: geschichtlich, städtebaulich - Schutzumfang: gesamtes Objekt - Denkmaltyp: Bauliche Anlage, Sachgesamtheit: ehem. Schule Neukirchen                                                                   | BW                               |
| 8162          | Raiffeisenweg 32 (54° 51′ 32″ N, 8° 42′ 47″ O)    | Uthländisches Haus           | Uthländisches Haus; 18./19. Jh.; eingeschossiger, langgestreckter Backsteinbau unter reetgedecktem Schopfwalmdach, östlicher Wohnteil mit scheitrechten Fenstern und rekonstruiertem Backgengiebel, ehem. Stallteil nach Westen - Begründung: geschichtlich, Kulturlandschaft prägend - Schutzumfang: gesamtes Objekt - Denkmaltyp: Bauliche Anlag                                                                               | BW                               |
| 4319          | Revtoftweg 40 (54° 52′ 33″ N, 8° 45′ 25″ O)       | Bauernhaus                   | Wohnhaus eines ehem. Vierseithofes; 1856; eingeschossiger, verputzter Backsteinbau, traufständig unter pfannengedecktem Schopfwalmdach, übergiebelte Mittelrisalite an Hof- und Gartenseite; begrünte Warft mit altem Baumbestand - Begründung: geschichtlich, Kulturlandschaft prägend - Schutzumfang: Bauernhaus, Warft - Denkmaltyp: Bauliche Anlage                                                                          | BW                               |
| 4321 Wikidata | Seebüll 31 (54° 53′ 3″ N, 8° 46′ 26″ O)           | Wohn- und Atelierhaus Nolde  | Wohn- und Atelierhaus Nolde; 1927-1937, nach Entwürfen des Künstlers Emil Nolde; geometrischer Klinkerbau unter kupfergedeckten Flachdächern im Stil der Neuen Sachlichkeit - Begründung: geschichtlich, wissenschaftlich, künstlerisch - Schutzumfang: gesamtes Objekt - Denkmaltyp: Bauliche Anlage, Sachgesamtheit: Wohn- und Atelierhaus Nolde                                                                               | weitere Fotos \| Fotos hochladen |
| 27240         | Seebüll 31 (54° 53′ 0″ N, 8° 46′ 23″ O)           | Mausoleum Ada und Emil Nolde | Mausoleum Ada und Emil Nolde; 1944/46, nach Entwürfen des Künstlers Emil Nolde; ehem. Luftschutzraum unter Erdhügel, 1946 als Gruft hergerichtet, im Inneren Rundbogennische mit Mosaik „Madonna mit Kind“ und steinerner Sarkophag - Begründung: geschichtlich, künstlerisch - Schutzumfang: Mausoleum Ada und Emil Nolde, Mosaik „Madonna mit Kind“ - Denkmaltyp: Bauliche Anlage, Sachgesamtheit: Wohn- und Atelierhaus Nolde | BW                               |

## Gründenkmale
| Objekt-ID      | Lage                                       | Offizielle Bezeichnung | Beschreibung | Bild            |
| -------------- | ------------------------------------------ | ---------------------- | --- | --------------- |
| 19306 Wikidata | Kirchenweg 11 (54° 51′ 57″ N, 8° 44′ 7″ O) | Kirchhof               | Alteintragung (Aktualisierung vorgesehen) - Begründung: geschichtlich, Kulturlandschaft prägend - Schutzumfang: Kirchhof, Grabmale bis 1870 - Denkmaltyp: Gründenkmal, Sachgesamtheit: Kirche Neukirchen | BW              |
| 9653 Wikidata  | Seebüll 31 (54° 53′ 1″ N, 8° 46′ 24″ O)    | Künstlergarten Nolde   | Künstlergarten Nolde; ab ca. 1927 nach Entwürfen des Künstlers Emil Nolde angelegt; von Sielgräben umzogene Gartenfläche mit in Form der Initialen „A“ und „E“ angelegten Staudenbeeten, Obstbäumen und Windschutzpflanzungen, Feting und kleinem Wasserbecken; Garten liegt südlich des Hauses. - Begründung: geschichtlich, wissenschaftlich, künstlerisch, Kulturlandschaft prägend - Schutzumfang: Künstlergarten Nolde, ehem. Feting (Viehtränke), kleines Wasserbecken, Sielgräben - Denkmaltyp: Gründenkmal, Sachgesamtheit: Wohn- und Atelierhaus NoldeDer | Fotos hochladen |

## Quelle
- Liste der Kulturdenkmale in Schleswig-Holstein – Kreis Nordfriesland (PDF)

- Karte mit allen Koordinaten:
- OSM |
- WikiMap